# The Village Hero
The Village Hero est un film américain de comédie réalisé par Mack Sennett, sorti en 1911.

## Fiche technique
- Réalisation : Mack Sennett
- Date de sortie : 11 septembre 1911

## Distribution
- Fred Mace
- Mack Sennett
- William J. Butler